# SH@PPLE
《SH@PPLE》是竹岡葉月撰寫、負責插畫的輕小說作品。角川集團旗下的富士見Fantasia文庫出版，繁體中文版由東立出版社代理。本作品已經漫畫化，由ういらあくる作畫並在角川書店《月刊Comp Ace》連載。

## 故事簡介
主角淡谷雪國在無意間圖書館遇見了一駿河蜜，並對她一見鍾情。雪國為了接近蜜，和雙胞胎姐姐淡谷舞姬交換身分到女校就讀。

## 登場人物
※以下聲優為廣播劇CD。

### 淡谷姐弟
淡谷 雪國聲：井上麻里奈
本作主角，就讀空舟第五中學國中三年級。某天在圖書館遇見一駿河蜜，對她一見鍾情。
雪國趁著雙胞胎姐姐舞姬對青美女學院的生活感到厭倦時，提出交換身分的想法，並且馬上就被採納。從此雪國就帶著假髮、穿上女裝，代替姐姐到青美女學院上學。興趣是園藝。
淡谷 舞姬聲：井上麻里奈
雪國的雙胞胎姐姐，擔任青美女學院的學生會長。通稱「若光之君」(台譯「清亮麗人」)。個性冷淡，第一人稱為「ボク」。
假扮成雪國到空舟第五中學就讀，很快就成為學校女孩子的目光焦點。在文化祭會議時發言指出原本的活動一點都不有趣，將活動改成和青美女學院合辦。擔任SEC（空舟Enjoy委員會）的名譽大哥。雖然自己也是女性，但口頭禪是「女孩子真的很麻煩」。
雪國稱呼她小舞。
根據後記所言，兩人名稱的由來是川端康成的雪國與森鷗外的舞姬。

### 青美女學院
一駿河 蜜聲：釘宮理惠
國中部二年級。女子社交俱樂部「Rose Royale」的成員，受到學姊蝴蝶之宮等人的疼愛。
周圍的人認為她食量很小。但實際上是因為小時候和父親一起在世界各地活動，習慣了便宜的食物，無法感受到高級食物的美味之處，因此都吃得很少。女裝後的雪國知道這件事情後，常用各式各樣的垃圾食物來引誘她。
特技是小時候在南美學到的卡波耶拉。
蝶間林 典子聲：遠藤綾
通稱「蝴蝶之宮」。屈指可數的大小姐，全體女子社交俱樂部的領袖。
最初敵視舞姬，在蜜被舞姬（女裝後的雪國）幫助時被她大喝後不再對她有敵意。後來在差點被犯人襲擊後開始對雪國有好感。
聲：伊藤靜
學生會會計。對舞姬十分忠誠，唯一一個知道兩人變換身分的人。出身自忍者家系，為女裝後的雪國提供很多協助。

### 空舟第五中學
芝目 夏彥
空舟Enjoy委員會會長。在SEC當中，除了擁有名譽大哥稱號的舞姬以外最正常的人。「我不是同性戀」漸漸成為他的口頭禪。
大道寺
空舟Enjoy委員會成員之一，名字不明。身高很矮（舞姬認為他的身高符合小孩收費標準）。
豆坂
空舟Enjoy委員會成員之一，名字不明。沉默的巨漢，是偶像相川品子的迷。
古葉 鳥子聲：小清水亞美
空舟第五中學學生會會長。

## 名詞解釋
私立青美女學院
舞姬就讀的學校，縣內歷史最悠久的女子學校。擁有國中高中一貫教育的大小姐學校，配有溫水游泳池等最新設備，校舍是壯麗的傳統建築。
講求實績的學生會和格式的女子社交俱樂部互相爭奪學校代表的地位，彼此間的關係很差。
女子社交俱樂部
以社交為目的的校內組織。語源是拉丁語的姊妹"soror"，美國盛行的社交團體。根據舞姬所言，家系和年收入就代表一切，並非誰都可以加入。
Rose Royale
最有人氣、傳統最長、格式最高級，女子社交俱樂部的代表。領袖是蝴蝶之宮。每天早上上級生都會舉辦詩的吟誦會。
空舟市立空舟第五中學
雪國就讀的平凡國中。並非國中高中一貫教育，到三年級時會專注在考試上。
空舟Enjoy委員會
通稱SEC。由於自己不受女性歡迎，想要享受學生生活，身旁又沒有異性，只好保持不會犯罪的距離，觀察市內的美少女。擅自占領舊校舍一角，被學校要求離開。順道經營「新手魔法使」這個網站。
新手魔法使
替空舟市女孩子們解答煩惱的網站。在女子之間漸漸傳開名氣。SEC藉由各式各樣的資料來做出回應。
芝目他們在觀察女孩子時，發現女孩子們有煩惱，為了替她們解除煩惱而成立了這個網站。
名字的來源是男人到三十歲都還是處男的話就會變成魔法使，而自己是其預備軍的緣故。

## 出版書籍

### 日文版
- 1（2008年3月19日發行、ISBN 978-4-8291-3275-3）
- 2（2008年6月20日發行、ISBN 978-4-8291-3303-3）
- 3（2008年9月20日發行、ISBN 978-4-8291-3334-7）
- 4（2008年12月20日發行、ISBN 978-4-8291-3363-7）
- 5（2009年3月18日發行、ISBN 978-4-8291-3387-3）
- 6（2009年6月20日發行、ISBN 978-4-8291-3416-0）
- 7（2009年11月1日發行、ISBN 978-4-8291-3463-4）
- 8（2010年2月20日發行、ISBN 978-4-8291-3493-1）
- 9（2010年5月20日發行、ISBN 978-4-8291-3525-9）

### 中文版
- SH@PPLE 雙子麗人 1（2010年1月7日發行、ISBN 978-986-10-4975-5）
- SH@PPLE 雙子麗人 2（2010年4月8日發行、ISBN 978-986-10-5334-9）
- SH@PPLE 雙子麗人 3（2010年8月19日發行、ISBN 978-986-10-6099-6）
- SH@PPLE 雙子麗人 4（2010年12月9日發行、ISBN 978-986-10-6720-9）
- SH@PPLE 雙子麗人 5（2011年3月10日發行、ISBN 978-986-10-7285-2）
- SH@PPLE 雙子麗人 6（2011年7月14日發行、ISBN 978-986-10-8053-6）
- SH@PPLE 雙子麗人 7（2011年12月15日發行、ISBN 978-986-10-8994-2）
- SH@PPLE 雙子麗人 8（2012年4月23日發行、ISBN 978-986-10-9771-8）

## 漫畫

### 日文版
- （2010年2月26日發行、ISBN 978-4-04-715395-0）

### 中文版
- SH@PPLE 雙子麗人 （2011年9月23日發行、ISBN 978-986-287-373-1）